# Wolmar Wrangel
Wolmar Herman Wrangel, född 1 november 1641 i Stockholm, död 27 december 1675, var en svensk friherre och militär. Han var son till Herman Wrangel.

## Biografi
Wrangel blev för faderns förtjänster friherre Wrangel af Lindeberg 1654, och gick tidigt ut i krigstjänst. Under Karl X Gustavs danska krig var han ryttmästare, och blev under Karl XI:s förmyndarregering anställd hos den omyndige kungen, hos vilken han kom i stor gunst. År 1665 blev han överste för ett regemente till häst, med vilket han sedan deltog i det bremiska kriget. År 1667 blev han generalmajor och överste för Upplands ryttare.
År 1674 blev han generallöjtnant, och kom under fälttåget mot Brandenburg till Tyskland tillsammans med sin halvbror Carl Gustaf Wrangel, som sedan 1664 var riksmarsk. Under detta fälttåg skulle han vara den tredje personen i befälsordningen, efter riksmarsken och fältmarskalk Conrad Mardefelt, men genom att såväl riksmarsken som Mardefelt på grund av sjukdom inte kunde föra befälet, kom Wolmar Wrangel att bli den egentlige överbefälhavaren. Han ledde den svenska armén under nederlaget i slaget vid Fehrbellin 1675. Riksmarsken var mycket kritisk mot sin halvbrors insatser under detta olyckliga fälttåg, men vem som bar skulden tvistas det om.
Wolmar Wrangel är begraven i Vasaborgska gravkoret i Riddarholmskyrkan i Stockholm, i koret vilar även hans hustru och fem barn.

### Familj
Wrangel gifte sig 21 februari 1665 i Stockholm med grevinnan Christina af Wasaborg (1644–1709), dotter av guvernören Gustaf Gustafsson af Vasaborg och Anna Sofia af Wied-Runkel. De fick tillsammans barnen Carl Wolmar Wrangel, Amalia Sofia Wrangel (död 1680), Aurora Polydora Wrangel (död 1708) som var gift med starosten Bogislaus Oginski och hovfröken Margareta Wrangel (död 1706) hos drottning Hedvig Eleonora.